# Molophilus reduncus
Molophilus reduncus là một loài ruồi trong họ Limoniidae. Chúng phân bố ở miền Australasia.